# تاو العواء b
تاو العواء b وبشكل أدق تاو العواء Ab هو كوكب خارج المجموعة الشمسية يدور حول النجم الرئيسي في نظام تاو العواء على بُعد يقدر بحوالي 51 سنة ضوئية في إتجاة كوكبة العواء. أعلن عن اكتشاف هذا الكوكب في عام 1996 من قبل جيفري مارسي وروبرت بول بتلر، وذلك باستخدام مطيافة دوبلر لقياس تغير السرعة الشعاعية للنجم الأم. وكان نجم تاو العواء، من بين أول النجوم المؤكدة بأن لديها كواكب تدور حولها.

## كوكب الألفية
في 16 ديسمبر 1999 أطلق اسم «كوكب الألفية» على هذا الكوكب لأن اكتشاف الكوكب في ذلك الوقت كان يعتقد (خطأ) بأنه أول كوكب خارج المجموعة الشمسية يكتشف بصرياً.
الكوكب والنجم المضيف له من أحد الأنظمة الكوكبية التي اختارها الاتحاد الفلكي الدولي كجزء من العملية العامة لمنح أسماء مناسبة للكواكب الخارجية والنجوم التي تستضيف الكواكب (حيثما لا يوجد اسم مناسب بالفعل). وتشمل العملية مشاركة وترشيح الجمهور والتصويت على الأسماء الجديدة، حدد الاتحاد الفلكي الدولي منتصف ديسمبر 2015 موعداً ليعلن عن الأسماء الجديدة. غير أن الاتحاد الفلكي الدولي وبعد مداولات مستفيضة ألغى التصويت حول اسم هذا الكوكب حيث تم الحكم على أن الاسم الفائز ("Shri Ram Matt" للنجم -"Bhagavatidevi" للكوكب) لا يتفق مع قواعد الاتحاد الفلكي الدولي لتسمية الكواكب خارج النظام الشمسي.